# 私有財
私有財（英語：private good）是經濟學中財貨的一種分類，相對於公共財，從需求方面的觀點上，具有「竞争性」；從供給方面的觀點上，具有「排他性」。日常生活中大部分的財貨都是私有財。

## 特征

### 敵對性
競爭性，是指当一个人消费该財貨时，会减少其他人对这种財貨的效益。比如說，如果某人吃了蛋糕，另一個人就吃不了這個蛋糕，所以蛋糕就具有競爭性。

### 排他性
排他性指的是某人在付費消費一種財貨時，能排除其他沒有付費的人消費這一財貨。
私有財相對於公共財，較少會出現「搭便車問題」（英文：free-rider problem）。
|  |                                      |                          |
|  | 食物、汽车、衣物                     | 漁業資源、水資源、煤炭   |
|  | 卫星电视信号、圖書館、電影、公共交通 | 国防、免费电视节目、知識 |

## 私有財和私有财产
「私有財」（英語：private good）的概念與「私有財產」（英語：private property）的概念不同。「私有財」是財物的類別概念，指具前述性質的財貨，而並不即涉及私有財產權。
私有財能有明確的產權劃分，因此可成為私有财产（英語：private property）。在英美法系中，私有财产可能也被叫做“所有物”。有可转移性的私有财产则通常被称作“流动资产”（英語：movable property）。这一用语，区别于“不动资产”（英語：immovable property） ，如土地和建筑物。
一些研究認為，私有財產普遍存在於所有的人類文化當中，是普世文化通則之一。即便是小朋友也能輕易地了解私有財產的觀念，甚至在像是黑猩猩等一些非人類的動物身上，也可以觀察到私有財產的存在；而私有制，也就是對私有財產的保障，是一個數千年來受到認可且廣為接受的制度。